# Оіта Юко
Оіта Юко (яп. 尾板 裕子; нар. Японія) — японська футболістка, виступала в збірній Японії.

## Кар'єра в збірній
Дебютувала у збірній Японії 21 січня 1986 року в поєдинку проти Індії. У футболці національної збірної з 1986 по 1987 рік зіграла 3 матчі.

## Статистика виступів у збірній
| жіноча національна збірна Японії | жіноча національна збірна Японії | жіноча національна збірна Японії |
| Рік                              | Матчі                            | Голи                             |
| -------------------------------- | -------------------------------- | -------------------------------- |
| 1986                             | 2                                | 0                                |
| 1987                             | 1                                | 0                                |
| Загалом                          | 3                                | 0                                |